# Bosque Klues
El Bosque Klues (en alemán: Klueser Wald) es un bosque que se encuentra entre Schleswig-Holstein, al norte de Alemania, entre Flensburgo y Harrislee.
Se pueden encontrar árboles en el área, como por ejemplo hayas, robles, fresnos, alisos, y pinos, que fueron plantados. 
Muchas personas de Flensburgo y también de Dinamarca, utilizan el bosque para recreación local. Por lo tanto se construyó un lugar para una barbacoa, una zona de juegos para niños y un "Waldlehrgarten". Se trata de un alojamiento, donde se puede encontrar información sobre árboles, el bosque y la historia del Bosque Klues y el área en que pertenece. Esta parte del bosque se llama "Erholungswald" (bosque recreativo). Por lo tanto, el Bosque Klues es básicamente para que la gente descanse en la naturaleza.
El bosque es una parte de "Forstamt Schleswig-Holstein", el distrito forestal de Schleswig-Holstein.